# Adolph-Kolping-Denkmal (Schrobenhausen)
Das Adolph-Kolping-Denkmal in Schrobenhausen ist eine zwei Meter hohe Stele mit sechs Bronzetafeln nach einem Entwurf des Schrobenhausener Bildhauers Karl-Heinz Torge, die das Leben des Gesellenvaters Adolph Kolping zeigen. Die Tafeln sind ein Zweitguss von sechs der sieben Tafeln des Kolpingdenkmals in Ursensollen (2016).
Die Stele wurde am 10. Juni 2018 vor der St.-Salvator-Kirche in Sichtweite des örtlichen Kolpinghauses eingeweiht.